# Analogia dell'orologiaio
L'analogia dell'orologiaio, o argomento dell'orologiaio, è un argomento teleologico utilizzato per sostenere l'esistenza di Dio. Sotto forma di un'analogia, l'argomentazione dichiara che l'esistenza di un prodotto implica un progettista. Nel XVII secolo e nel XVIII secolo, l'analogia è stata usata (da Cartesio e Boyle, ad esempio) come mezzo per spiegare la struttura dell'universo e la relazione di Dio con esso. In seguito, l'analogia ha avuto un ruolo fondamentale nella teologia naturale e per l'"argomentazione del disegno" in cui è stata usata per avvalorare argomentazioni a favore dell'esistenza di Dio e del disegno intelligente dell'universo.
La più famosa asserzione dell'argomento teleologico è stata fatta da William Paley nel 1802, usando l'analogia dell'orologiaio. L'argomento di Paley è stato seriamente messo in dubbio dalla formulazione della teoria della selezione naturale di Charles Darwin, e da come si abbini con la mutazione per migliorare la sopravvivenza di una specie, anche di una nuova. Negli Stati Uniti, a partire dagli anni ottanta, i concetti di evoluzione e selezione naturale (solitamente citati dai critici di questa teoria come "Darwinismo") sono divenuti oggetto di un attacco concentrato da parte dei creazionisti: questo attacco, portato dal movimento sostenitore del disegno intelligente riprese anche le argomentazioni insite nell'analogia dell'orologiaio.

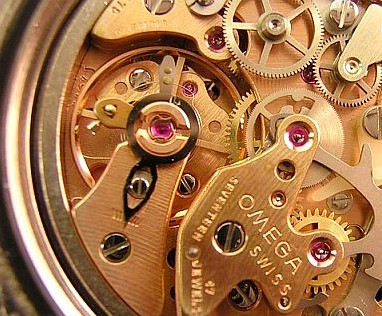
Ingranaggi di un orologio

## L'analogia dell'orologiaio
L'analogia dell'orologiaio consiste nella comparazione di un fenomeno naturale a un orologio. Tipicamente, l'analogia fa da preludio all'argomento teleologico ed è generalmente presentata in questo modo:
1. i complessi meccanismi interni di un orologio necessitano di un "progettista" intelligente;
2. come nel caso di un orologio, la complessità di X (un organo od organismo particolare, la struttura del sistema solare, la vita, l'intero universo) necessita di un "progettista".

In questa presentazione, l'analogia dell'orologio (passo 1) non funge da premessa a un argomento - funge piuttosto da strumento retorico e preambolo. Il suo intento è di stabilire la plausibilità della premessa generale: semplicemente guardando qualcosa, è possibile stabilire se sia il prodotto di un creatore intelligente o meno.
In molte formulazioni dell'argomento, la caratteristica che indica un disegno intelligente è lasciata implicita. In alcune formulazioni, la caratteristica è l'ordine o la complessità (che è una forma di ordine). In altri casi è l'essere stato chiaramente pensato con una funzione.
Gli argomenti che mettono in risalto l'aspetto dello scopo o (come in Voltaire, vedi sotto) spesso si appellano a fenomeni biologici. Sembra naturale dire che lo scopo degli occhi è di consentire a un organismo di raccogliere informazioni riguardo all'ambiente, lo scopo delle gambe è permettere a un organismo di muoversi nell'ambiente, e così via.
Perfino per i fenomeni non biologici, spiegazioni scientifiche in termini di scopi erano ben accette nel XIX secolo. I fenomeni naturali erano spiegati con l'essere stati progettati per il beneficio dell'umanità. Si sosteneva, ad esempio, che le montagne più elevate della terra fossero poste nelle zone con un clima più caldo appositamente, così che esse possano condensare la pioggia e fornire brezze fresche dove l'umanità ne ha più bisogno.
Negli argomenti che enfatizzano l'ordine o la complessità, spesso è presente un secondo argomento, che si presenta come segue:
Il fenomeno X (la struttura del sistema solare, del DNA, ecc.) deve essere il risultato di:
1. casualità, fato, ecc.
2. cause o leggi naturali
3. disegno intelligente

Nel caso di un orologio, per esempio, né la possibilità (1) né la (2) sono plausibili. Come la complessità di un orologio non può provenire da un evento casuale o attraverso un processo naturale, ma deve necessariamente derivare dal progetto di un orologiaio intelligente, similmente (l'argomento continua), la complessità di X non può provenire da un evento casuale o attraverso un processo naturale, ma deve necessariamente derivare dal progetto di un creatore intelligente.
Questo argomento è in sostanza un processo di eliminazione: sono date tre possibili spiegazioni. Escludendo le prime due, (casualità e cause naturali), il progetto intelligente rimane l'unica spiegazione plausibile.
Il tallone d'Achille dell'argomento è che fallisce qualora esistesse una spiegazione plausibile del fenomeno X in termini di processo naturale. E questo lo rende vulnerabile agli avanzamenti della scienza, che ha progressivamente trovato sempre più spiegazioni naturalistiche ai fenomeni naturali e abbandonato progressivamente le spiegazioni teleologiche. La posizione delle montagne, ad esempio, è oggi spiegata con la tettonica a placche, la struttura degli organismi biologici con la selezione naturale, la struttura del sistema solare con l'ipotesi nebulare, e così via.

## Storia

### Cicerone
Cicerone (106 a.C. – 43 a.C.) ha anticipato l'analogia dell'orologiaio nella sua opera De natura deorum, (Sulla natura degli Dei), ii. 34
(Cicerone)

### Cartesio

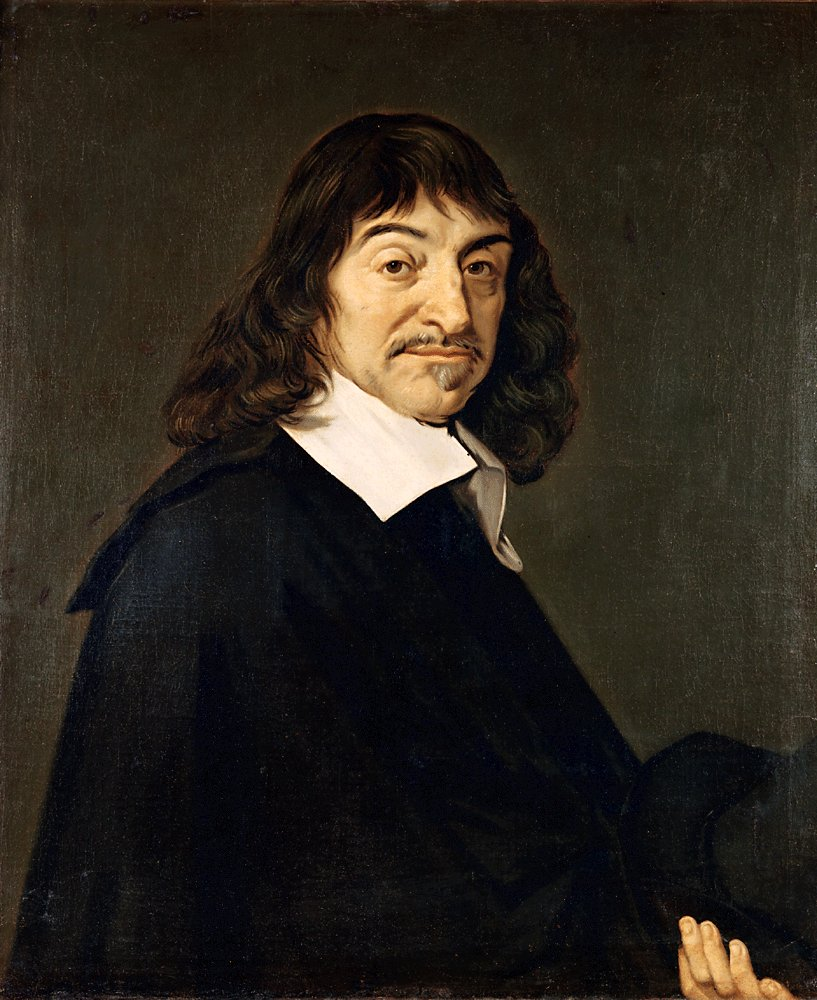
René Descartes

Una delle prime espressioni dell'idea che i corpi di uomini e animali sono meccanismi simili a quelli di un orologio creati da Dio può essere trovata nell'opera di Cartesio.
Cartesio sviluppò il concetto di Dualismo Cartesiano, che sosteneva che l'essere umano è composto di due sostanze distinte: materia e spirito. Secondo questa teoria, gli uomini hanno corpi materiali e anime immateriali, mentre gli animali hanno solo corpi materiali ma nessuna anima.
Cartesio osservò che la gente spesso riduceva la propria mente a nient'altro che una funzione del proprio corpo. Nella V Parte del suo Discorso sul metodo (1637), Cartesio fa una breve sintesi del suo pensiero riguardo ai vari aspetti del mondo fisico. La discussione include una lunga esposizione della sua teoria sulle cause della circolazione del sangue: egli sostiene che il cuore funzioni come una fornace, che riscalda il sangue e lo obbliga a espandersi nell'apparato circolatorio.
Questo movimento del sangue, diceva,
(Discorso sul metodo)
Cartesio aveva una teoria idraulica di come il cervello muoveva il corpo. Egli spiega che il "buon senso" fa muovere un animale o un essere umano "distribuendo gli spiriti animali nei muscoli".
Cartesio asserisce dunque che gli animali selvaggi non abbiano alcuna ragione, e si ferma a considerare un'obiezione: che ci sono alcune cose che gli animali fanno meglio degli uomini.
È da notare che Cartesio scrive prima dell'invenzione degli orologi da taschino, quindi i suoi esempi di meccanismi si riferiscono a orologi che funzionano con ingranaggi a rotelle.

### Invenzione dell'orologio da taschino

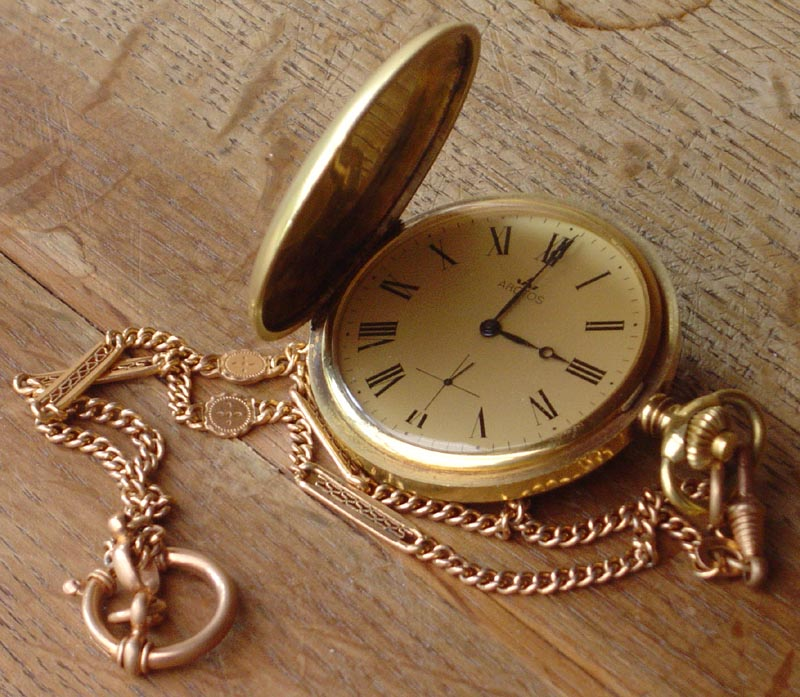
Orologio da taschino d'oro

All'inizio del XVI secolo, lo sviluppo di molle e meccanismi di scappamento permise agli orologiai di ridurre l'orologio in un piccolo dispositivo portatile. Nel 1524, Peter Henlein creò il primo orologio da taschino.

### Invenzione del planetario Orrery
Ciò che rende l'orologio adatto in un argomento teleologico è che esso è composto di meccanismi, che si muovono interagendo gli uni con gli altri in modo alquanto complesso.

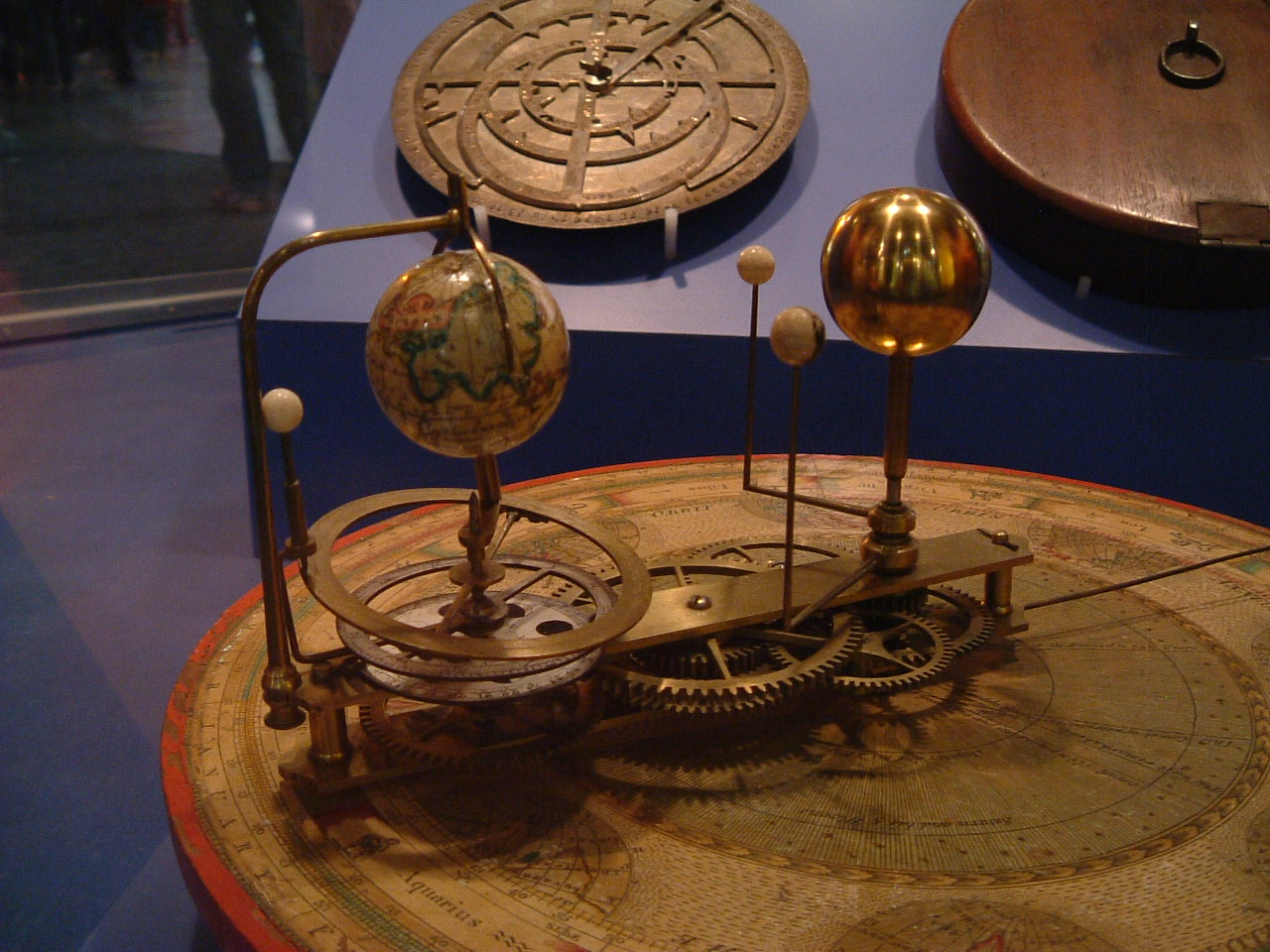
Un piccolo planetario con la terra e i pianeti vicini

Un planetario Orrery — una macchina che rappresenta il sistema solare e il moto dei pianeti, usando una serie di complessi meccanismi - funziona in modo simile. Come la costruzione di un Orrery richiede chiaramente un'intelligenza e un progetto, così (si può sostenere) anche la costruzione del sistema solare vero e proprio, i cui pianeti sono simili a quelli dell'Orrery e si muovono allo stesso modo, deve aver avuto bisogno di un'intelligenza e di un progetto.
Il primo Orrery moderno è stato costruito intorno al 1704 da George Graham, un orologiaio inglese e membro della Società Reale. Graham diede il primo modello (o il suo progetto) al famoso creatore di strumenti John Rowley di Londra, che ne fece una copia per Charles Boyle, Conte di Orrery,  da cui derivò il nome dello strumento.

### Robert Boyle
Durante il XVII secolo emerse una nuova visione dell'universo e delle leggi naturali. Dio non era più visto come costantemente attivo nel mondo, ma come un essere creatore relativamente distante che aveva creato l'universo, lo aveva messo in movimento e lasciato sotto il controllo delle leggi naturali. Robert Boyle (1627–1691), ad esempio, parlava così dell'universo:
In questa concezione, l'universo manifesta la saggezza e il potere di un Dio che è stato in grado di creare l'universo così abilmente che, una volta messo in moto, procede correttamente senza altro intervento da parte del suo creatore. Si pensò che un universo che avesse richiesto costanti "riparazioni" divine per procedere correttamente, si sarebbe riflesso negativamente sulle abilità del suo creatore, così come un orologio che non funziona molto bene si riflette negativamente sulle abilità dell'orologiaio. Quest'accresciuta attenzione per le leggi della natura è stata una delle ragioni per il crescente scetticismo riguardo alle attestazioni di miracoli (cioè eventi che contraddicono le leggi naturali).

### Robert Hooke

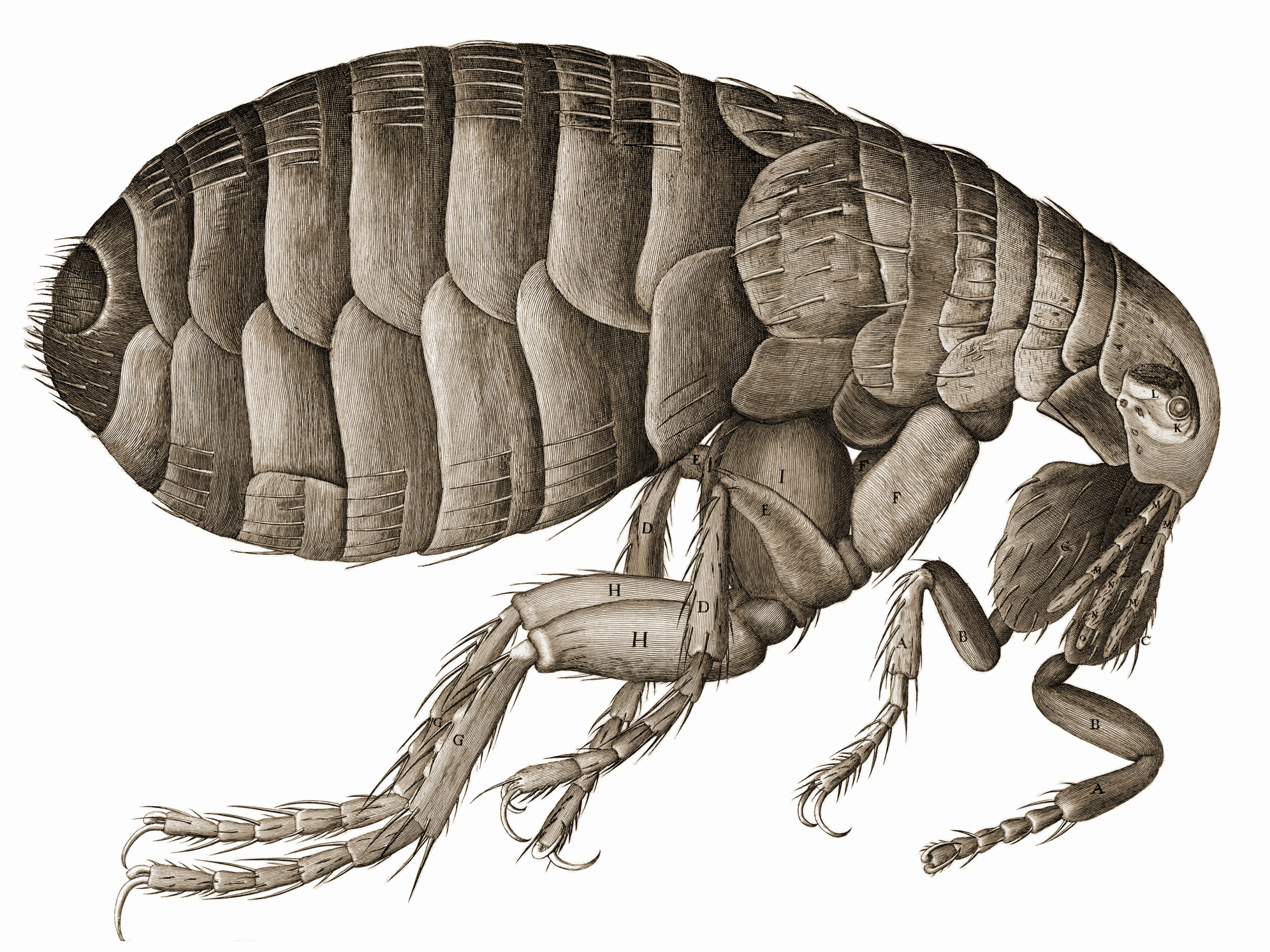
Disegno di Hooke di una pulce osservata al microscopio.

Il grande scienziato sperimentale Robert Hooke (1635–1703) si interessò anche di orologi. Formulò la legge di Hooke, inventò lo scappamento ad ancora e (forse) la molla a spirale del bilanciere prima di Christiaan Huygens.
Fu anche un pioniere nello sviluppo e nell'uso del microscopio. Il suo rivoluzionario libro 'Micrographia' presentava disegni di forme di vita come non erano mai state viste prima — attraverso la lente di un potente microscopio.
Come Cartesio, egli comparò gli organismi naturali a oggetti creati dall'uomo, concludendo che gli oggetti non reggevano il confronto con l'"Onnipotenza e le Infinite perfezioni del grande Creatore". Hooke comparò il modo in cui gli orologi erano assemblati con il funzionamento degli organismi che esaminava e vide quest'ultimo come ulteriore prova che la vita era frutto di un disegno divino.
(Robert Hooke)

### Altri scrittori
L'ecclesiastico inglese William Derham (26 novembre 1657 – 5 aprile 1735) pubblicò nel 1696 Orologiaio Artificiale, un argomento teleologico per l'esistenza e gli attributi di Dio. L'analogia dell'orologiaio è anche stata usata da Bernard Nieuwentyt (1730).

### Voltaire

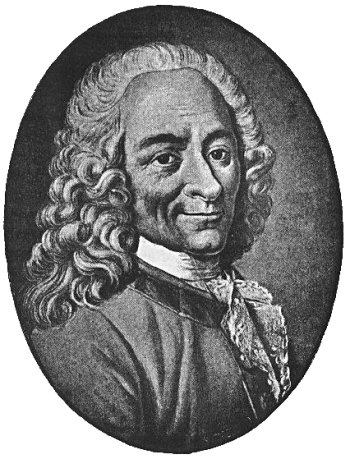
Voltaire

Voltaire (1694–1778) trovava l'argomento del disegno intelligente di suo gusto, ma sembrava essere consapevole delle sue limitazioni e lo trattava cautamente. In un famoso distico Voltaire utilizza la metafora dell'orologiaio per esprimere l'idea che un universo complesso e ordinato come il nostro non potrebbe esistere senza una sorta di creatore o forza organizzatrice, un'idea che riflette la corrente deistica del suo pensiero:
Nel suo Trattato di metafisica (1736), Voltaire considera l'analogia dell'orologiaio e conclude che probabilmente indica l'esistenza di un disegnatore intelligente potente, ma non prova che il disegno provenga da Dio.
(Voltaire)

### Laplace
L'analogia dell'orologiaio è stata usata a supporto della tesi che la complessità della struttura del sistema solare può essere spiegata solo con un progettista intelligente. Oggi questa spiegazione è stata rimpiazzata dall'ipotesi nebulare.
Secondo la tradizione, Laplace avrebbe spiegato la sua ipotesi della meccanica celeste a Napoleone. Questi, non avendo sentito menzionare Dio nell'ipotesi, gli chiese quale ruolo avesse nel suo sistema. Laplace rispose con una frase rimasta celebre:

### William Paley

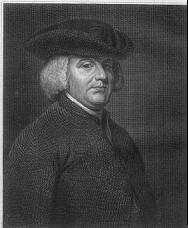
William Paley.

William Paley (1743–1805) ha usato l'analogia nel suo libro Teologia Naturale, pubblicato nel 1802. In esso, Paley scrive che se viene ritrovato un orologio, è più ragionevole pensare che qualcuno l'abbia dimenticato e che sia stato fatto da un orologiaio, e non da forze naturali.
(William Paley)
Paley continua, sostenendo che la struttura complessa delle cose viventi e i notevoli adattamenti delle piante e degli animali richiedano un disegnatore intelligente. Riteneva che il mondo naturale fosse una creazione di Dio e che mostrasse la natura del suo creatore. Secondo Paley, Dio aveva attentamente progettato "perfino gli organismi più umili e insignificanti" e tutte le loro minuscole parti (come le ali e le antenne degli insetti). Egli credeva quindi che Dio dovesse avere a cuore l'umanità anche di più.
Paley riconobbe che c'è grande sofferenza nella natura, e che la natura sembra essere indifferente al dolore. Il suo modo di conciliare questo con la credenza in un Dio benevolo era sostenere che la vita sia più piacevole del dolore.
Come nota di margine, si noti che un'accusa di plagio di notevole importanza fu mossa contro Paley, ma la famosa illustrazione dell'orologio non fu peculiare di Nieuwentyt, ed era stata già usata da molti altri sia prima di Paley sia prima di Nieuwentyt.

### Darwin

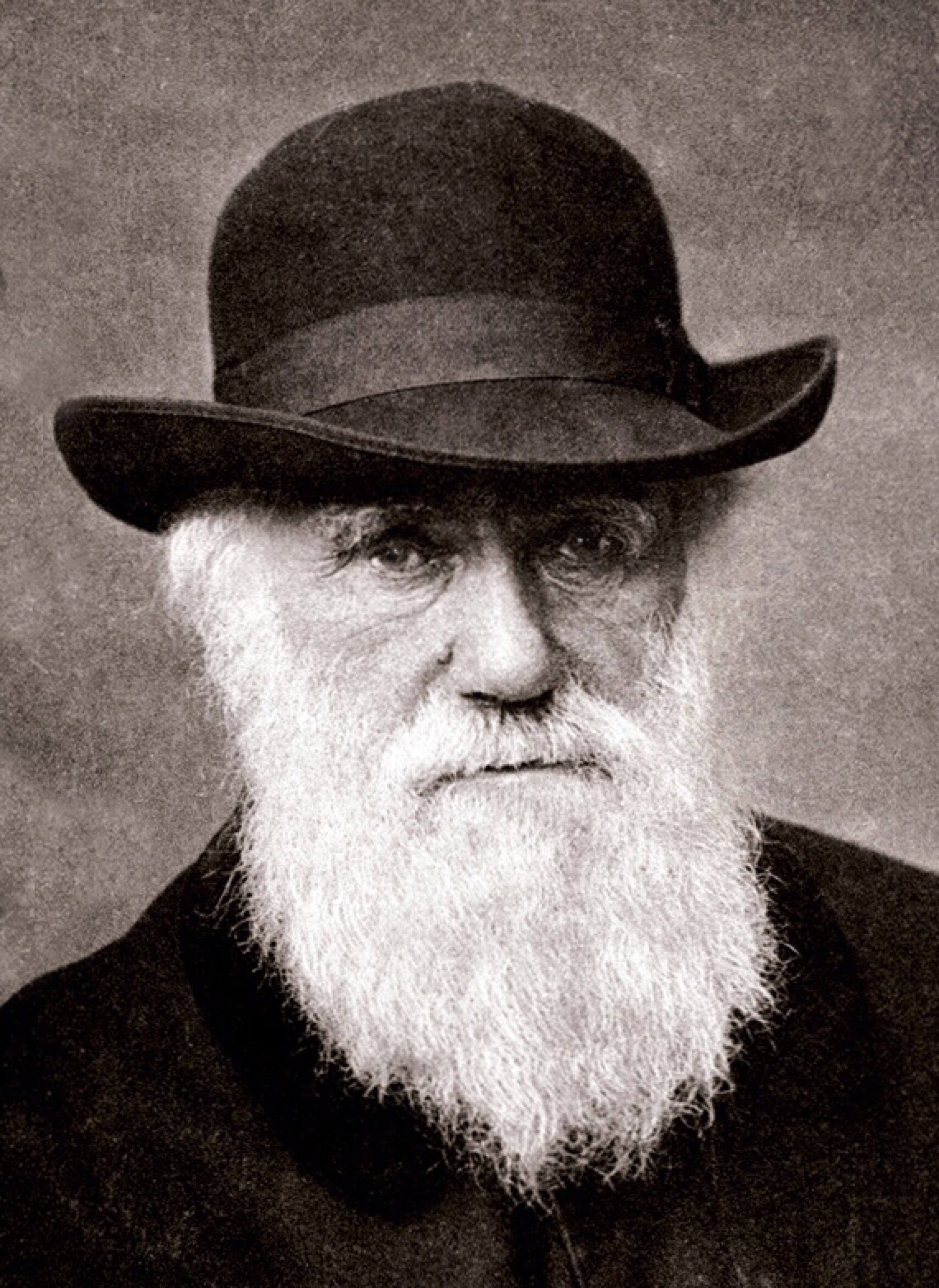
Charles Darwin nel 1880

Quando Charles Darwin (1809–1882) completò i suoi studi di teologia al Christ's College di Cambridge nel 1831, lesse la Teologia Naturale di Paley e ritenne che quest'opera desse prova razionale dell'esistenza di Dio. Ciò fu dovuto al fatto che gli esseri viventi erano evidentemente complessi e squisitamente adattati ai loro luoghi in un mondo felice.
Successivamente, ne La crociera del Beagle, Darwin trovò che la natura non fosse così generosa e che la distribuzione delle specie non supportasse le idee della creazione divina. Nel 1838, poco dopo il suo ritorno, Darwin concepì la sua teoria, secondo la quale la selezione naturale, piuttosto che il disegno divino, fosse la migliore spiegazione del graduale cambiamento delle popolazioni su molte generazioni.
(C. Darwin, L'origine delle specie)
Darwin argomentò con successo che la selezione naturale offre un'alternativa plausibile al disegno intelligente, come spiegazione della complessità biologica.
"Il vecchio argomento del disegno nella natura, come dato da Paley, argomento che precedentemente mi sembrava così definitivo, fallisce, ora che la legge della selezione naturale è stata scoperta". Perché la selezione naturale è capace di esplicare le origini della complessità biologica, non c'è ragione di rifugiarsi nell'ipotesi di un agente sovrannaturale. Fare così viola il Rasoio di Occam.
Anche la biologia evolutiva offre una più plausibile spiegazione della cumulativa, graduale evoluzione della vita dalla semplicità alla complessità, come mostrato nei fossili.
A partire dagli anni '80 del secolo scorso, i concetti d'evoluzione e selezione naturale (ai quali ci si riferisce solitamente come "Darwinismo") sono stati fortemente contestati da parte dei creazionisti cristiani.
Questo contrattacco ha incluso una rinnovata difesa dell'analogia dell'Orologio, nella forma del movimento del Disegno intelligente.

### Richard Dawkins

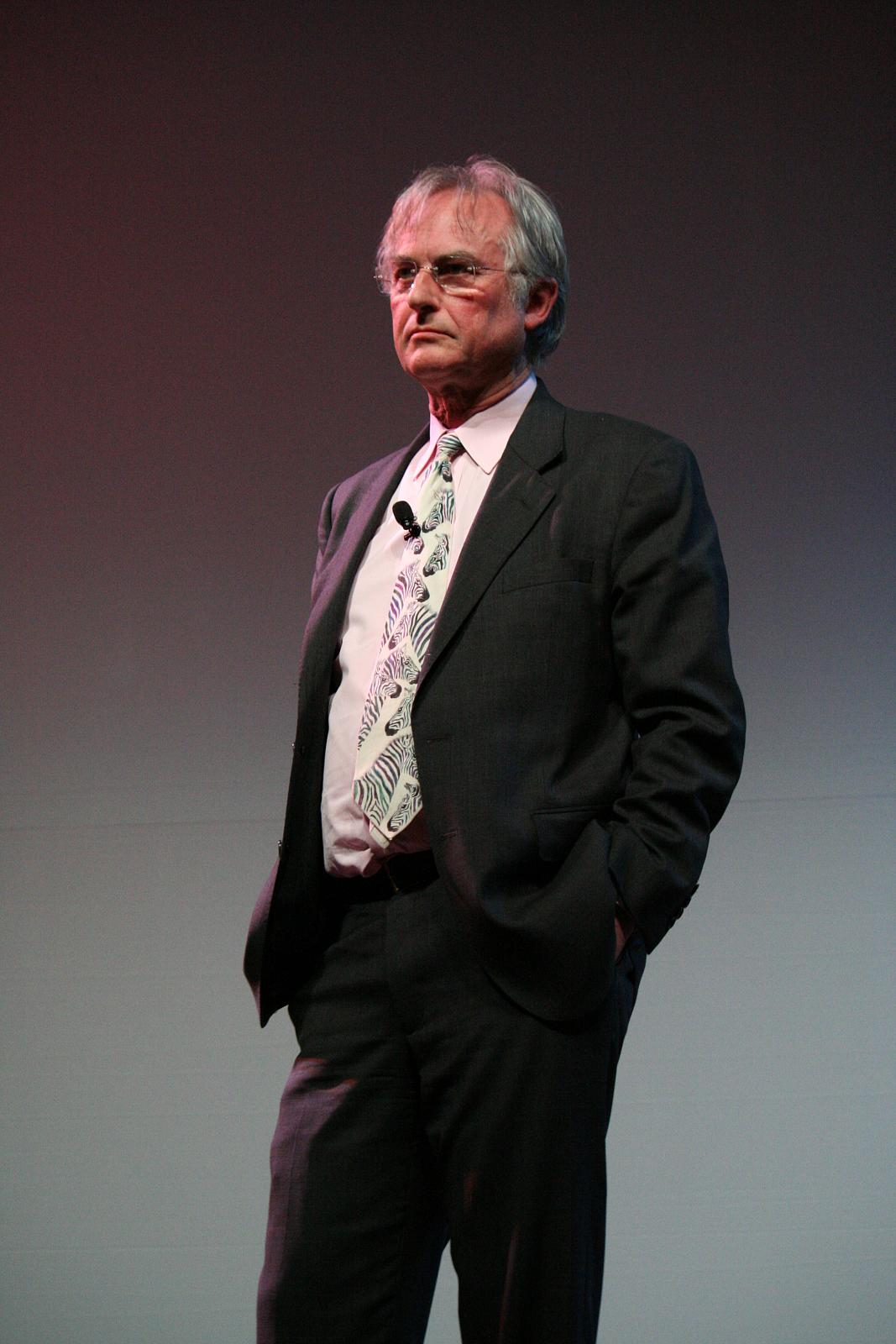
Richard Dawkins

Il libro di Richard Dawkins, L'orologiaio cieco (1986) è una replica all'argomento dell'orologio. Dawkins sostiene che sistemi altamente complessi possono essere prodotti da una serie di piccoli passi , piuttosto che da un architetto intelligente (intelligent designer).
Dawkins mostra inoltre come l'argomento non è accettabile: se cose complesse devono essere state progettate da qualcosa ancora più complesso, allora ogni cosa supposta come questo progettista (cioè Dio) deve essere stato progettato da qualcosa ancora più complesso.
In un episodio di Horizon, serie dell'emittente televisiva inglese BBC intitolato The Blind Watchmaker, Dawkins descrisse l'argomento di Paley "tanto sbagliato quanto elegante". In entrambi i contesti sostiene che Paley ha fatto proposte scorrette per la soluzione di certi problemi, ma non l'ha attaccato come fondamentalista religioso. Nel suo libro Il big bang, Steven Pinker discute l'opinione di Dawkins sull'argomento di Paley, aggiungendo: "I biologi oggi non discordano dalla visione del problema di Paley. Discordano solo con la sua soluzione."
Gli antropologi culturali criticano l'analogia dell'orologio sia in quanto analogia erronea sia in quanto scorretta idea circa la corrispondenza tra persone, animali e piante e il loro habitat naturale. Ovvero sostengono che la madre di un uomo fa l'uomo, non un Dio. E le persone, gli animali, le piante hanno molti errori biologici al loro interno.
Inoltre, gli antropologi Richerson e Boyd fanno notare che, sebbene una donna possa fare un orologio, la tecnologia che l'orologiaio usa consiste nell'esperienza accumulata di molte generazioni di artigiani che sono riusciti ad aggiungere anche minori migliorie alle tradizioni delle generazioni precedenti. Il che vale a dire che, l'evoluzione culturale nell'orologeria di generazione in generazione dimostra la molto darwiniana teoria dell'accumulazione di variazioni tra le generazioni in una popolazione la quale i creazionisti provano a disprezzare attraverso l'analogia in questione. Non si tratta neppure di un orologiaio stante 'sulle spalle di giganti'. Sviluppare l'arte dell'orologeria è il caso di "nani stanti sulle spalle di una grande piramide di altri nani."
Per esempio, quando John Harrison nel 1759 creò il più accurato orologio che fosse mai stato fatto per uso nautico, usò tecniche di molte generazioni di tradizioni d'orologeria e aggiunse "un numero di scaltri trucchi presi a prestito da altre tecnologie del tempo, come l'usare strisce bimetalliche... "che preservano i suoi orologi dal cambiare la regolarità persino quando la temperatura sale e cade". Vi sono così molte migliaia di generazioni d'innovazioni che puntano a fare un qualsiasi orologio buono e l'argomento teleologico di Paley meglio supporterebbe un pantheon politeista che il suo solitario Creatore Cristiano, come affermava già David Hume nel Settecento nei "Dialoghi sulla religione naturale"; infatti ci vogliono molti progettisti per fare un orologio."
Inoltre, i critici all'analogia fanno notare che essa assume un retroterra di conoscenza culturale - familiarità con orologi,  pendole e strumenti per la misura del tempo in generale. È questa familiarità con gli orologi che permette alle persone di identificare facilmente un orologio appunto come un artefatto tipicamente umano. Ma (come procede l'obiezione) non abbiamo analoga conoscenza della cultura di un ipotetico progettista dell'universo, e quindi non possono essere tratte conclusioni circa un supposto progetto in natura sulla base dell'analogia a un orologio.
Nel 2005 l'analogia dell'orologio di Paley diventò un problema protagonista in tribunale, negli USA, il "Processo di Dover", nel quale undici genitori di studenti del distretto scolastico di Dover (Pennsylvania) hanno dimostrato con successo che il disegno intelligente è una forma di creazionismo, e che la politica della direzione del distretto richiedente la presentazione del design intelligente in alternativa all'evoluzione, come "spiegazione dell'origine della vita" ha quindi violato l'"Establishment clause" del I emendamento della Costituzione degli Stati Uniti d'America. Il giudice nella sua facoltà ha stabilito che l'uso dell'argomento in termini di disegno intelligente è da vedersi meramente come una riformulazione dell'argomento dell'analogia dell'orologiaio, e che sia soggettivo.